# Лючія Бозе
Лючія Борлоні, відома під прізвищем Бозе (італ. Lucia Bosé; *28 січня 1931, Мілан — 23 березня 2020) — італійська акторка та модель. Була популярна в період італійського неореалізму 1950-х.

## Біографія
Працювала ученицею пекаря в міланській пекарні.
У 1947 році Лючія Бозе взяла участь у конкурсі краси «Міс Італія» і здобула перемогу. Її запросили в кіно. Не отримавши професійної освіти, озброєна мінімумом акторської техніки, Лючія Бозе знаходила опору в природній інтуїції, природності існування в кадрі. Джузеппе Де Сантіс відкрив для кіно Бозе в своїх фільмах — «Немає миру під оливами» ((1950) і «Рим, 11:00» (1952). Свій успіх акторка закріпила у фільмах «Дівчата з площі Іспанії» (1952, реж. Лучано Еммера) і «Розгромлені» (1955, реж. Франческо Мазеллі).
Акторка стає одним із символів італійського неореалізму, її ім'я називають поряд з Анною Маньяні, Рафом Валлоне, Сільваною Мангано, Массімо Джиротті. Лючії Бозе довелося першій висловити тему тотального самотності, яку розвивав у своїй творчості Мікеланджело Антоніоні. Бозе зіграла дві різнопланові ролі в кінострічках Мікеланджело Антоніоні: «Хроніка одного кохання» (1950) і «Дама без камелій» (1953).
Яскравою і значною для акторки виявилися зустрічі з іспанськими режисерами Х. А. Бардемом у фільмі «Смерть велосипедиста» (1955) і Луїса Бунюеля в картині «Це називається зорею» (1956). У 1958 році акторка на ціле десятиліття покинула успішний світ кіно, повністю присвятивши себе вихованню сина і дочки. Після розлучення з відомим іспанським матадором Луїсом Мігелем Домінгіном в 1968 році Бозе поступово повернулася в кінематограф. На стику 1960-1970-х років вона грала у Федеріко Фелліні, братів Тавіані, Маріо Болоньїні.
У 1980-ті активно знімалася у Франції, Швейцарії, Італії та Іспанії. Італійський та іспанський кінематограф все відвертіше перетворювався на комерційний і Лючія Бозе вже не мала можливості надалі демонструвати своє потужне драматичне дарування.
Тривалий час Лючія Бозе жила в Іспанії, де вела активну громадську діяльність. Так, у 1999 році в місті Сеговія під Мадридом Лючія Бозе разом з дочкою Паолою і сином, відомим співаком і актором Мігелем Бозе, відкрила Музей ангелів. Експозиції музею успішно демонструються по всьому світу.
Померла на 90-му році життя (2020) від COVID-19.

## Фільмографія
- 1950 Немає миру під оливами (реж. Джузеппе Де Сантіс)
- 1950 Хроніка одного кохання (Cronaca di un amore) — Паола Молон
- 1951 Дівчата з площі Іспанії (Le ragazze di Piazza di Spagna, реж. Лучано Еммера) — Маріса Бенвенуті
- 1952 «Рим, 11:00» (реж. Джузеппе Де Сантіс)
- 1953 «Дама без камелій» (реж. Мікельанджело Антоніоні)
- 1955 Розгромлені (Gli sbandati) — Лючія
- 1955 «Смерть велосипедиста» (реж. Х. А. Бардем)
- 1956 «Це називається зорею» (реж. Луїс Бунюель)
- 1970 «Метелло» (реж. Мауро Болоньїні)